# Höfnergraben
Höfnergraben är en dal i Österrike.   Den ligger i förbundslandet Niederösterreich, i den östra delen av landet, 40 km sydväst om huvudstaden Wien.
I omgivningarna runt Höfnergraben växer i huvudsak blandskog. Runt Höfnergraben är det ganska tätbefolkat, med 172 invånare per kvadratkilometer.